# Чемпионат (сайт)
Чемпионат (championat.com) — російський спортивний інтернет-портал, який публікує новини, результати матчів, аналітичні дані, розміщує фото-, відеоматеріали та онлайн-трансляції.
Щомісячна відвідуваність сайту — понад 49 мільйонів унікальних відвідувачів, які переглядають понад 370 мільйонів сторінок за місяць (за даними Liveinternet, червень 2021 року).

## Історія
«Чемпіонат.ру» почав свою роботу в березні 2005 року на основі рушія сайту fnews.ru. Найперша новина порталу була присвячена можливому перенесенню матчу «Рубін» — «Спартак» в Москву. Спочатку сайт висвітлював виключно футбол. До чемпіонату світу з хокею 2007 року був запущений хокейний розділ, восени того ж року з'явився розділ про міні-футбол, далі були запущені розділи про теніс і баскетбол. У підсумку до осені 2008 року «Чемпіонат» висвітлював основні події у всіх видах спорту. Пізніше на "Чемпіонаті"були запущені нові розділи з власною редакцією — «Кіберспорт», Lifestyle, «Фігурне катання».
Спочатку сайт працював під назвою «Чемпіонат.ру», потім, на тлі створення української версії, яка працювала з 2011 по 2014 роки, портал змінив назву на «Чемпионат.сом». з часом назва скоротилася до просто «Чемпіонат».
У квітні 2017 року редакція «Чемпіонату» спільно з видавництвом «Эксмо» випустила книгу «Гол! Большая энциклопедия российского футбола». Автори видання оглядають історію становлення футболу в країні, а також найяскравіші моменти аж до сучасності. Упорядником виступив заступник редактора відділу «Футбол» Олег Лисенко.
З червня 2019 року «Чемпіонат» ексклюзивний володар прав на показ хайлайтів англійської Прем'єр-ліги серед спортивних ЗМІ Росії.
У листопаді 2020 року проект увійшов до топ-10 світових спортивних медіа рейтингу SimilarWeb, а в червні 2021 року — в топ-4, обганяючи провідні спортивні сайти Великої Британії, Франції, Індії, Італії і Китаю, показавши унікальне досягнення для російських спортивних медіа.
У червні 2021 року проект показав рекордні аудиторні показники за всю історію спортивних медіа Рунету — охоплення аудиторії перевищило 49 млн унікальних користувачів.
З серпня 2021 року «Чемпіонат» є ексклюзивним володарем прав на показ хайлайтів іспанської Ла Ліги серед спортивних ЗМІ Росії.

## Блоги
«Чемпіонат» ініціював початок блогів в «Живому журналі» рядом спортсменів, тренерів та журналістів:
- Футболісти: Дмитро Сичов, Ігор Акінфєєв, Вадим Євсєєв, Максим Калиниченко, Сергій Семак, Сергій Овчинников, Олег Саленко, Андрій Бухлицький, Олександр Тихоновецкий.
- Журналісти: Ілля Казаков, Георгій Черданцев, Михайло Мельников.
- Тренери: Ігор Грудін, Олег Іванов, Анатолій Бишовець.
- Тенісистки: Віра Звонарьова, Олена Весніна, Світлана Кузнєцова.
- Баскетболісти: Анатолій Каширов.
- Боксери: Наталія Рагозіна, Андрій Шкаліков.
- Гонщики: Володимир Чагін, Максим Зимін, Наталя Фрейдіна.
- Ковзанярі: Іван Скобрєв, Світлана Журова.

## Нагороди
«Чемпіонат» лауреат численних премій, серед яких:
- 2007, 2009 — Премія Рунету
- 2013—2021 — найкращі соціальні проєкти Росії — проєкт «Спорт Дітям»
- 2014 р. — світовий рекорд Гіннесса в номінації «Найбільша кількість гравців, що беруть участь у виставковому футбольному матчі»[9].
- 2014 — премія Міністерства спорту Росії — «Найкраще спортивне ЗМІ»
- 2015 — інтернет-премія «Прометей» — «Найкраще спортивне ЗМІ»
- 2016 — Best Office Awards — «Найкращий новий офіс»
- 2017 — MarSpo Awards — «Інтернет ЗМІ року»
- 2019 — BR Awards — «Найкраще спортивне ЗМІ»